# Dezvoltare de noi produse
Dezvoltarea de noi produse, DNP (în engleză New Product Development, NPD) este în marketing, management și inginerie un termen utilizat  pentru a descrie conceperea, construirea și aducerea pe piață a unui produs.  Altfel exprimat DNP este  procesul general de creare și evaluare a strategiei, organizării, generării conceptului de produs și de comercializare precum și proiectarea și construirea pentru condiții de piață a unui nou produs. Procesul de dezvoltare a noului produs (engleză :NPD Process) este un set disciplinat și definit de sarcini, pași și faze care descriu mijloacele normale prin care o companie transformă în mod repetitiv ideile embrionare în produse sau servicii vandabile.

## Forme de dezvoltare
Abordarea strategică a dezvoltării noilor produse poate căpăta două forme:
1. compania poate dezvolta noi produse în propriile sale laboratoare sau compartimente de C-D;
2. compania poate încheia contracte de dezvoltare a noilor produse cu cercetători independenți, cu universități sau firme de dezvoltare a noilor produse.

## Categorii de noi produse
Există diferite categorii de noi produse : unele sunt noi pentru piață, altele sunt noi pentru companie și o altă categorie este reprezentată de produse complet noi care creează piețe total noi (de exemplu, industria aeronautică). Tipurile de produse noi pot constitui:
- îmbunătățiri și revizuiri  ale  produselor existente;
- extinderi ale liniilor de produse existente deja în desfacere;
- produse noi pentru firmă sau noi linii de produse;
- repoziționări de produse: produse existente, adaptate pentru noi utilizări sau aplicații;
- produse complet noi: produse noi pe plan mondial, inovative;

٭reduceri de costuri: noi produse care oferă clienților performanțe similare, însă la costuri mai scăzute.

## Context de durată pentru DNP
Inovarea și dezvoltarea noilor produse sunt esențiale pentru multe companii, pentru a susține creșterea viitoare a veniturilor și uneori chiar pentru supraviețuirea pe piață. Procesul de dezvoltare a noilor produse este și unul dintre procesele incluse în sistemele de management al ciclului de viață al produsului (engleză :PLM Systems). Vezi și: Ciclu de viață al produsului.
DNP (în engleză NPD) cuprinde un număr mare de subiecte și solicitări într-o firmă, de exemplu:
- formularea strategiei;
- alocarea de resurse;
- colaborarea între echipele implicate;
- planificarea sistematică;
- monitorizarea și controlul întregului proces de dezvoltare.

DNP este un subiect important pentru discipline economice, marketing, teoria organizațiilor, managementul operațiilor și strategie.
Expresia "introducerea noilor produse" are semnificația de lansare sau comercializare a noilor produse pe piață. Introducerea pe piață se realizează (are loc) la terminarea cu succes a unui proiect de dezvoltare de noi produse (DNP).
Acest articol nu tratează problematica dezvoltării software, domeniu pentru care au fost dezvoltate modele specifice: modelul în cascadă (waterfall model), modelul în spirală etc.

## Abordări ale dezvoltării noilor produse
Wheelwright și Clark (1992) au propus metafora "pâlniei" pentru a reprezenta procesul de dezvoltare a noilor produse.
Procesul de dezvoltare a noilor produse include o serie de faze care sunt parcurse pentru a se ajunge în final la comercializarea produsului:
- generarea ideilor,-fază preliminară, denumită deseori  procesul inițial de pre-dezvoltare a produselor (fuzzy front end-engl.); acest proces inițial reprezintă primul domeniu al procesului de inovare, care se continuă apoi cu fazele procesului de dezvoltare (propriu-zisă) menționate în continuare[3]

- screening-ul (selectarea) ideilor - urmărește eliminarea conceptelor de produs neviabile, înainte de alocarea resurselor pentru dezvoltare. În această fază, factorii de decizie trebuie să stabilească dacă ideea de produs este compatibilă cu obiectivele strategice ale companiei;

- dezvoltarea și testarea conceptului are ca scop dezvoltarea detaliilor constructive și testarea conceptului la consumatori potențiali;

- analiza economică estimează costurile, volumele de vânzări potențiale , profitabilitatea probabilă, pragul de rentabilitate (engleză breakeven point);

- testarea beta și testarea pe piață. Testul beta este un test în mediul real al utilizatorului pentru produse, pentru a verifica toate funcțiile produsului în condiții normale de utilizare și pentru a descoperi eventuale defecte;

- implementarea tehnică constituie execuția propriu-zisă a proiectului noului produs;

- comercializarea (considerată deseori post-dezvoltare), care implică lansarea și promovarea produsului pe piață;

- calculația prețului noului produs. Se analizează costurile de producție, fixe și variabile, se prognozează veniturile și profitul.

Aceste faze pot fi iterate după necesități, iar unele faze pot fi eliminate. Pentru a diminua timpul necesar desfășurării procesului de dezvoltare a noilor produse, multe companii parcurg mai multe faze în același timp, pe baza metodei ingineriei concurente.
O structură întrucâtva similară  cu cea menționată mai sus, a procesului de dezvoltare a produselor a fost stabilită de Philip Kotler et al. (1999), care împarte acest proces în nouă etape principale:
- strategia produselor noi : această strategie stabilește programul de realizare a noilor produse, oportunitățile de inovare referitoare la produse, piețe și tehnologii, liniile directoare privitoare la natura sau gradul de noutate ce trebuie atinse;

- generarea ideilor : ideile de produs sunt idei privind produse posibile pe care compania le-ar putea oferi pe piață. Sursele principale de idei sunt departamentul C-D, departamentul producție, cumpărători, concurenți, distribuitori, furnizori, cercetări de piață etc.;

- selectarea ideilor : se selectează numai acele idei care se vor transforma în produse eficiente, fezabile; ideile sunt verificate pentru fezabilitate tehnică, viabilitate financiară și vandabilitate;

- crearea și testarea conceptului : conceptul de produs reprezintă o versiune detaliată a ideii, exprimată în termeni clari pentru consumator. La crearea conceptului sunt dezvoltate detaliile de inginerie, se probează fezabilitatea tehnică și operațională prin simulare virtuală, iar testarea conceptului se face pe un grup de consumatori vizați, pentru a constata reacțiile lor;

- strategia de marketing : se precizează piața-țintă, poziționarea planificată și vânzările, cota de piață, profituri așteptate;

- analiza economică : se reevaluează vânzările potențiale, costurile, profiturile, durata de viață așteptată a produsului etc.;

- crearea produsului : conceptul de produs este transformat într-un produs fizic, pentru a se asigura că ideea poate fi transformată într-un produs funcțional. În această etapă sunt rezolvate probleme de proiectare, materiale, procese de producție, calitate și siguranță. În această fază se creează preliminar un prototip care va fi testat și prezentat audienței țintite, pentru a hotărî dacă sunt necesare modificări ale produsului;

- testul de piață : se testează produsul într-o zonă specifică, aleasă astfel încît mixul de marketing să poată fi monitorizat;

- comercializarea : produsul este lansat pe piață pe scară largă. Lansarea noului produs implică patru decizii: când? unde? cui? cum? Când: prima intrare, intrări paralele, intrare întârziată. Unde: o locație unică, o regiune, piața națională sau piața internațională. Cui: adoptori timpurii, utilizatori mari, lideri de opinie. Cum: dezvoltarea unui plan de acțiuni pentru introducerea produsului.

O variantă a procesului de creare și dezvoltare a produselor noi, care se bazează, în linii mari, pe structura procesului stabilit de Philip Kotler et al (1999), însă cu unele redenumiri de faze și nuanțări, este prezentată în lucrarea prof. Silvia Olaru (2008), în care procesul de dezvoltare a noilor produse este divizat în 7 faze:
- Identificarea și colectarea ideilor de produse noi;

- Selecționarea și trierea ideilor;

- Concretizarea produsului nou sub forma unui prototip;

- Verificarea produsului prin testarea utilizării lui în consum;

- Perfecționarea constructivă-tehnică, punerea la punct a produsului nou și a procesului de producție;

- Testele de piață;

- Lansarea în producție și pe piață. (Silvia Olaru, op.cit., pag.60)

Identificarea și colectarea ideilor de produse noi. Sursele de idei pentru noi produse pot fi: cercetători din departamente de C-D, inovatori, inventatori, colecțiile de brevete de invenții. O serie de tehnici pentru stimularea aptitudinii de creativitate, care pot fi utilizate în această fază sunt brainstorming, sinectica (elaborată de William Gordon), metoda Delphi etc.
Selecționarea și trierea ideilor. Selecționarea ideilor de produse noi se face după criterii cum sunt: beneficii anticipate, integrarea noului produs în strategia de dezvoltare a întreprinderii, investiții necesare, resurse financiare necesare. Dintre criteriile de selecție nu pot lipsi criterii de marketing: estimarea dimensiunii piețelor potențiale, prețul anteevaluat, canale de distribuție, metode de marketing specifice noului produs. Este de observat că denumirea acestei faze este susceptibilă de critici, pentru că noțiunile de selecționare, respectiv triere sunt sinonime, semnificând, în esență, filtrarea (screening) ideilor.
Concretizarea produsului nou sub forma unui prototip. Este dezvoltată concepția (conceptul) privind produsul nou, care este materializat ca prototip.
Verificarea produsului prin testarea utilizării în consum. Se stabilesc proprietățile esențiale ale noului produs, se pregătesc eșantioane de produs în cantități mici care se testează pe consumatori vizați, pentru obținerea feedback-ului din partea acestora.
Perfecționări constructive-tehnice, punerea la punct a produsului și a procesului de producție. În această fază se elaborează documentația de execuție a noului produs : specificații tehnice, desene, formule, modele și instrucțiuni scrise. Noul produs este experimentat în stații-pilot sau de încercare, în funcție de natura produsului.
Testele de piață. Aceste teste sunt vânzări experimentale, efectuate pentru a determina acceptarea produsului de către clienți.
Lansarea în producție și pe piață. Noul produs este lansat în producție pe baza unei programări calendaristice corespunzătoare campaniei de introducere pe piață. 
O contribuție fundamentală în domeniul dezvoltării și proiectării produselor tehnice au avut profesorii germani Gerhard Pahl și Wolfgang Beitz (1977) a căror carte servește pe plan mondial ca manual de bază pentru studenți și cercetători. In concepția lor sistematică, definirea obiectelor tehnice este descompusă în 4 faze succesive:
- faza de definire funcțională : permite să fie precizate funcționalitățile pe care trebuie să le asigure obiectul, precum și realizarea  modelării funcționale a necesităților;

- faza de definire conceptuală : se precizează ce principii fizice vor fi utilizate pentru a asigura exigențele funcționale;

- faza de definire fizico-morfologică : se stabilesc elementele fizice și organice necesare pentru a realiza principiile fizice reținute;

- faza de definire detaliată : se descriu interacțiunile dintre piesele componente ale produsului și modul de producere al pieselor.

Într-o situație ideală, fiecare fază ar trebui să fie efectuată pe cât posibil independent de faza următoare, pentru a se asigura libertatea de acțiune pe fiecare nivel.
Într-o ediție mai nouă a cărții lor, Pahl și Beitz (2007) propun o procedură mai dezvoltată, conform căreia procesul de dezvoltare și proiectare a sistemelor tehnice și produselor tehnice este format din 5 faze:
- clarificarea și definirea temei (de proiectare) : se formulează propunerea de produs, se clarifică tema, se elaborează lista de cerințe; rezultatul acestei faze este o listă de cerințe (specificații de proiectare);

- dezvoltarea soluției de principiu : stabilirea structurii funcțiilor, identificarea principiilor de lucru și a structurilor de funcționare, combinarea în variante de concepte. Rezultatul acestei faze este o soluție de principiu (un concept);

- dezvoltarea structurii construcției : proiectarea formei preliminare, alegerea și calculul materialelor, alegerea configurațiilor preliminare, rafinarea și îmbunătățirea configurației. Rezultatul acestei faze este o configurație sau conformație (layout) preliminară;

- definitivarea structurii construcției : eliminarea punctelor slabe, controlul pentru erori, influența perturbațiilor și a costurilor minime, pregătirea listei preliminare de piese și a documentelor de producție și asamblare. Rezultatul fazei : configurația (conformația) definitivă;

- pregătirea documentelor de producție și exploatare : se elaborează desene de detaliu, liste de piese, instrucțiuni de producție, asamblare, transport și exploatare, se verifică toate documentele. Rezultatul fazei: documentația de producție a produsului.

În ediția din 2007  procesul este completat cu o fază finală : introducere pe piață. O dată cu introducerea pe piață, începe ciclul de viață (comercială) al produsului.
În zona Nord-Americană este luată în considerare o abordare generică a dezvoltării oricăror noi produse care împarte procesele de proiectare - producție în 16 faze, așa cum sunt prezentate în prestigiosul manual Tool and Manufacturing Engineers Handbook (TMEH) Knowledge Base, vol.5 (1998) :
1. Se identifică o nouă oportunitate de piață  și un nou proiect.
2. Sunt efectuate analize tehnice, de producție și marketing. Sunt stabilite ținte de costuri, volume de producție și niveluri de prețuri.
3. Sunt elaborate specificații generale : propuneri de vânzări în cazul producției de serie, specificații funcționale pentru produse care vor fi fabricate în masă, schițarea obiectivelor service-ului și mentenanței pentru produs.
4. Este elaborat proiectul preliminar.
5. Sunt produse primele prototipuri, sunt testate caracteristicile produsului, inclusiv ale componentelor și subansamblurilor ce vor fi folosite. Pentru produse cu module de calcul electronic va fi evaluat software-ul și va începe testarea.
6. Este realizată analiza preliminară a proiectului : sunt evaluate procedurile de testare, capabilitățile de fabricare și asamblare, țintele de costuri, sunt definite și analizate modificările aduse în proiect, este condusă o analiză a modurilor de defectare și a efectelor lor (FMEA =Failure mode and effects analysis) asupra elementelor critice.
7. Este elaborat un proiect (construcție) intermediar(ă), inclusiv desene de producție, sunt construite prototipuri pe baza acestor desene.
8. Se fac testări pe  această construcție intermediară, se fac revizuiri ale construcției, se continuă analiza cerințelor pentru fabricație, asamblare și testare. Sunt analizate estimațiile de marketing și de fixare a prețurilor.
9. Se definitivează construcția finală, împreună cu specificațiile, standardele, toleranțele, garanțiile, planificarea calității și desenele de producție (în terminologia română = plane de operații). Sunt terminate testele de performanțe și durabilitate, înainte de definitivarea construcției finale. Sunt completate specificațiile componentelor, subansamblurilor și ansamblurilor; sunt dezvoltate planuri de inspecție pentru ansambluri; este definitivată proiectarea și achiziția sculelor. În terminologia română, aceste activități corespund elaborării proiectului de execuție al produsului și parțial, elaborării tehnologiei de fabricație.
10. Pe baza desenelor de producție sunt construite exemplare ale producției de probă, într-un mediu de fabricație real sau simulat.
11. Sunt definite proceduri de expediere și service.
12. Sunt efectuate studii de capabilitate asupra mașinilor, echipamentelor și proceselor.
13. Sunt instruiți supraveghetori și personal de producție. Sunt derulate experimente-pilot, utilizând probe (exemplare) din producția curentă.
14. Construcția finală este revizuită. Rezultatele testelor pentru produse, software (dacă este cazul), echipamente, procese, facilități etc. sunt analizate. Țintele de costuri pentru produs și obiectivele de costuri pe ciclul de viață sunt analizate pentru a asigura obiectivul de "proiectare pentru costuri" (design to cost), în vederea optimizării procesului de dezvoltare a produsului. Se decide lansarea în fabricație a sculelor și facilităților (de exemplu, dispozitive etc.), în concordanță cu aprobarea  și definitivarea reviziei construcției finale.
15. Sunt confirmate anunțurile de marketing, manualele de informare asupra produsului, publicațiile de service și mijloacele de training.
16. Produsul este lansat în producție (fabricație).
Gradul de aplicare pentru fiecare fază din succesiunea menționată va depinde de produsul specific, de starea de complexitate a acestuia și de gradul de abatere față de predecesorii săi.
Este de observat că în timp ce metodologia germană (Pahl și Beitz) este concentrată pe procesul de proiectare a produsului, metodica generală Nord-Americană mai-sus menționată este focalizată pe managementul întregului ciclu de proiectare + producție, până la faza finală de lansare a produsului în producția de serie sau de masă.
Ulrich și Eppinger (2004) definesc dezvoltarea noilor produse (NPD) ca "un set de activități care încep cu percepția unei oportunități de piață și se termină cu producția, vânzarea și livrarea produsului." După Ulrich și Eppinger (2004), op cit., există cinci faze principale implicate în crearea și lansarea noilor produse:
- dezvoltarea conceptului;

- proiectarea sistemului pe niveluri;

- proiectarea de detaliu;

- testarea și rafinarea;

- execuția produsului (creșterea producției engleză :production ramp up).

Merle Crawford și Anthony Di Benedetto (2006) consideră că procesul de realizare a noilor produse include următoarele cinci faze:
٭identificarea și selectarea oportunităților;
٭generarea conceptului;
٭evaluarea conceptului/proiectului;
٭dezvoltarea (tehnică și de marketing);
٭lansarea (sau comercializarea).
În opinia autorilor Crawford și Di Benedetto (op cit.), conceptul de produs nou este o enunțare (engleză :statement) asupra caracteristicilor anticipate ale produsului (de formă sau de tehnologie) care vor oferi beneficii față de alte soluții de produse sau probleme, deja disponibile.
Loch și Kavadias (2008) au propus o teorie evolutivă pe niveluri multiple -ca teorie a dezvoltării noilor produse. Acești autori (op. cit.) au elaborat o definiție a dezvoltării noilor produse (NPD) cu grad amplu de generalitate, care include atât produse (industriale) cât și servicii: "NPD constă din activitățile unei firme care conduc la un flux de oferte de piață, noi sau schimbate în timp. Acestea includ generarea de oportunități, selectarea și transformarea lor în artefacte (produse manufacturate) și activități (servicii), oferite clienților, precum și instituționalizarea îmbunătățirilor în înseși activitățile NPD." Definiția include fie oferte de produse, fie de servicii și deosebește NPD de cercetarea pură (sau științifică) care în contrast cu NPD poate neglija comercializarea rezultatului. Definiția elaborată implică faptul că un sistem NPD are trei elemente fundamentale: generarea de variante, selectarea lor și elaborarea cu reguli de succesiune (de exemplu care reflectă constrângeri tehnice). Elementele fundamentale ale NPD sunt:
- un proces de generare a variantelor- care identifică noi combinații de tehnologii, procese și oportunități de piață, prin căutare, prototipuri, noi idei, idei exterioare (ex. prin benchmarking);

- un proces de selecție -care alege cele mai promițătoare dintre noile combinații, pentru investiții ulterioare (financiare, manageriale, fizice și/sau de resurse umane), conform unor criterii de selecție: cota de piață, prezența pe piață, riscuri, strategie etc.;

- un proces de transformare -care transformă (dezvoltă) oportunitățile în bunuri economice și cunoștințe codificate (încorporate în proiect) -produse sau servicii care vor fi oferite clienților; în acest proces este prezervată experiența anterioară în ceea ce privește arhitectura produselor, componente transferate de la alte produse, principii de proiectare, tehnologii utilizate etc.;

- un proces de coordonare -care asigură fluxul de informații, colaborarea și cooperarea între mai multe părți, implicate în activitățile NPD.

Fazele principale de dezvoltare a unui automobil, luate în considerare la compania General Motors sunt următoarele:
- Faza 1 : concepție care cuprinde inițierea concepției generale, cerințele impuse pentru concepție, selectarea soluțiilor alternative, proiectul de design (styling -l.engl.) și aprobarea acestuia;

- Faza 2 :aprobarea finală;

- Faza 3 :aprobarea producției;

- Faza 4 : dezvoltarea de detaliu.

## Instrumente pentru suportul dezvoltării produselor
Există două categorii de instrumente pentru sprijinirea dezvoltării produselor: instrumente de proiectare și instrumente de management.
Instrumentele de proiectare sunt:
- Proiectarea asistată de calculator (CAD);

- Vizualizare și marcare (software)(Visualization/View& Mark-up);

- Ingineria asistată de calculator (CAE);

- Fabricația asistată de calculator (CAM);

- Inspecția și testarea asistate de calculator;

- Prototiparea rapidă.

Instrumentele de management al dezvoltării produselor sunt:
- Managementul proiectelor;

- Managementul cerințelor;

- Automatizarea procesului NPD;

- Managementul datelor produsului (Product Data Management).

## Proiectul de execuție al produsului
Proiectarea produsului finit se concretizează în „Documentația tehnică  de execuție” care se compune, în România, dintr-o documentație de bază (constructivă) și o documentație tehnologică. Documentația de bază (constructivă) este formată dintr-o parte scrisă și o parte desenată
Partea scrisă conține mai multe documente,astfel:
- memoriul de prezentare care conține o prezentare a produsului, a destinației și a domeniului său de utilizare;

- breviar de calcul de exploatare conține calcule pentru stabilirea caracteristicilor și performanțelor produsului, pe baza condițiilor de exploatare: calcule energetice, termice, hidraulice,electrice etc., cu indicarea consumurilor specifice;

- breviar de calcul de dimensionare cuprinde justificarea dimensiunilor și a materialelor indicate, precum și a performanțelor de fiabilitate și a condițiilor de mentenanță;

- cartea tehnică, care cuprinde mai multe informații esențiale asupra funcționării, montajului, reparării, transportului la beneficiar, cât și întreținerii și controlului periodic al produsului fabricat. În cartea tehnică sunt indicate destinația, descrierea și caracteristicile produsului, performanțele produsului (viteză, putere, capacitate, siguranță în funcționare, durată normată de funcționare, consumuri de utilități, termen de garanție), condițiile de exploatare (umiditate, lumină, temperatură, vibrații, noxe, întreținere, reparații), condiții de întreținere -piese de schimb necesare, condiții de transport, manipulare, depozitare, ambalare, montaj; Calitatea produsului (clasa de calitate, STAS-ul sau tipul);

- caietul de sarcini , document în care sunt specificați toți parametrii tehnici ce caracterizează funcționarea produsului, condițiile de omologare și recepție a produsului fabricat;

- lista materiilor prime și auxiliare, a accesoriilor, semifabricatelor, reperelor, pieselor și subansamblurilor care intră în componența produsului finit, în care se precizează caracteristicile, furnizorii, calitatea (STAS-uri, codul etc.), cantitatea;

- catalogul  pieselor de schimb care pot fi comandate.

Partea desenată conține următoarele documente:
- borderoul cuprinde enumerarea desenelor pieselor care fac parte din proiectul produsului,a documentelor scrise și a fișelor de modificare cuprinse în proiectul tehnic.

- desenele de execuție ale tuturor elementelor componente ale produsului finit (subansambluri, piese, repere) , având toate datele necesare pentru execuția acestora;

- desene de ansamblu ale produsului finit, precum și desenele subansamblurilor de ordin inferior, componente ale ansamblului general, cu vederi și secțiuni, în scopul descrierii cât mai precise a poziției de montare a tuturor pieselor și reperelor componente ale produsului complet asamblat. Pe desenele de subansamblu se trec cotele de gabarit, caracterul ajustajelor între pisele componente, cotele elementelor de legătură cu subansamblurile vecine, precum și cotele funcționale, conditiile tehnice de funcționare ale ansamblului/subansamblului. Pe desenul ansamblului general se trec valorile caracteristice: putere, moment, curse, viteze etc.În scopul unei bune înțelegeri a designului produsului, se întocmesc machetele produsului finit (care nu sunt obligatorii). În fabricația de automobile, după realizarea desenului de ansamblu se realizează modele funcționale, care sunt supuse încercărilor în laborator, pentru a se ajunge la variante perfecționate;

- desenul de amplasare are scopul de a stabili datele necesare pentru amplasarea produsului pe locul de utilizare a acestuia (geometria fundației etc.);

- desenul de montaj (de instalare) are scopul de a stabili datele necesare pentru montarea (instalarea) produsului pe locul de utilizare, pentru punerea în funcțiune;

- schemele electrice, hidraulice, cinematice, pneumatice, de ungere, de fundații, de susținere, de montaj;

- scheme-bloc de funcționare;

- diagrame de funcționare.

Orice desen de execuție (working drawing -l.engl.; dessin de  definition -l.franc.) trebuie să specifice scara desenului, toate cotele cu toleranțele necesare, STAS-urile materiilor prime, auxiliare, semifabricatelor și reperelor standardizate. De asemenea, desenele de execuție conțin extrasele de materiale pe baza cărora se stabilește lista materiilor prime și materialelor. În prezent, software CAD permit editarea automată a desenelor de ansamblu și a celor de execuție.
În fabricația de automobile se întocmește un document specific, denumit schița de organizare generală a automobilului. În acest desen se evidențiază postul de conducere, spațiul util, grupul motor-transmisie, punțile, precum și alte componente ale automobilului. Totodată, se precizează și forma exterioară a automobilului, în concordanță cu cerințele arhitecturale și de design generale și cu cele impuse de tema de proiect. De asemenea, se definesc dimensiunile principale interioare și exterioare, organizarea spațiului util, ținând seama de aspectele ergonomice , poziția centrului de greutate, încărcările la punți, aspecte privind accesibilitatea la diferite subansambluri, posibilități de încărcare și descărcare ușoară etc.
Pe baza schiței de organizare generală și a desenului de ansamblu se realizează machetele: mai întâi, machete pentru forma exterioară a automobilului, de exemplu la scara 1:5, realizate din lut, plastilină sau alte materiale modelabile, apoi o machetă pentru interiorul automobilului, din lemn sau alte materiale, la scara 1:1. Pe această machetă pentru interior se verifică condițiile de intrare și ieșire din automobil, poziționarea corectă a scaunelor și a organelor de comandă, vizibilitatea, poziționarea bordului, spațiul disponibil pentru bagaje. Proiectul tehnic constă în definitivarea organizării generale pe baza machetelor definitive, realizarea desenului pentru ansamblul general al automobilului și proiectarea celorlalte sisteme ale autovehiculului.

## Modelarea produselor
În cazul dezvoltării produselor, o nouă construcție (design) a(l) produselor poate fi reprezentată de modelul său în calculator. Înainte ca produsul fizic să fi fost realizat, alternativele designului pot fi generate prin manipularea valorilor variabilelor designului. Modificările parametrilor designului pot indica efectul schimbărilor factorilor exteriori asupra unui anumit design. Stabilirea unui criteriu de obiectiv al modelului va permite optimizarea modelului, selectând cea mai bună dintre alternativele generate.
Astfel, va fi dezvoltat în calculator un design preliminar al produsului. Din cauza dificultăților de modelare, multe detalii trebuie să fie excluse. O dată cu acumularea experienței, pot fi construite modele elaborate și sigure, iar costurile designului vor fi reduse considerabil. Construirea, validarea și implementarea modelului designului în calculator vor necesita cu mult mai puțin timp decât construirea prototipului fizic, iar atunci când va fi construit, eventual, un prototip, acesta va fi mult mai apropiat de configurația dorită a produsului. Astfel, durata ciclului de proiectare poate fi redusă considerabil.

## Strategii de dezvoltare a noilor produse
În calitate de strategii de dezvoltare a noilor produse pot fi luate în considerare:
- Proiectarea pentru șase sigma (Design for six sigma-engl.);

- Procesul faze-porți;

- Desfășurarea funcției calității (Quality Function Deployment);

Dezvoltarea flexibilă a produselor.
Există mai multe orientări strategice ale dezvoltării produselor:
- Timpul până la introducerea pe piață (time to market -engl.) este perioada de la generarea ideii pentru noul produs până la plasarea produsului pe piață (livrarea în magazine). Această orientare strategică implică aducerea în modul cel mai rapid a produsului pe piață, iar reducerea acestei perioade este la originea concepției simultane a produsului și procesului asociat.

- Cost scăzut al produsului. Această orientare este concentrată pe dezvoltarea unui produs la cel mai redus cost sau cu cea mai ridicată valoare. Această strategie va necesita timpi și costuri suplimentare de dezvoltare.

- Cost de dezvoltare scăzut. Această orientare se aplică atunci când dezvoltarea trebuie efectuată în limitele unui buget restrâns.

- Performanțele produsului, tehnologia și inovarea. Obiectivele strategice urmărite sunt: nivelul cel mai înalt de performanțe, niveluri superioare ale funcțiunilor produsului, cea mai nouă tehnologie sau cel mai înalt nivel de inovare.

- Calitate, siguranță în funcționare, robustețe. Exemple preferențiale de aplicare: înaltă calitate în industria automobilelor, înaltă fiabilitate în industria aerospațială, siguranță maximă în funcționare în instalații nucleare, aviația comercială etc.

- Service, sensibilitate (receptivitate), flexibilitate. Această orientare se concentrează pe un nivel superior al service-ului, în vederea receptivității la cerințele clienților, menținerea flexibilității pentru a răspunde cerințelor noilor clienți, noilor piețe și oportunități.

## Teoria proiectării axiomatice
Profesorul Nam P.Suh de la MIT (USA), Departamentul de Inginerie Mecanică, a propus teoria proiectării axiomatice (Axiomatic Design) pentru proiectarea sistemelor, care introduce noi reguli funcționale, inspirate de teoriile automatizării și comenzii sistemelor. Proiectarea axiomatică este o metodologie de proiectare a sistemelor care utilizează metode matriciale pentru analiza sistemelor și transformarea necesităților clienților în cerințe funcționale, parametri de proiectare și variabile de proces. Nam P.Suh introduce o matrice în care se încrucișează parametrii funcționali (Functional Requirements) și parametrii de concepție (Design Parameters). Aceasta permite să se enunțe două axiome: 
- axioma de independență se caracterizează (în matricea descrisă mai înainte) printr-o matrice diagonală;
- axioma informației postulează că între două matrice diagonale, cea care reflectă cea mai bună concepție este cea care corespunde unui sistem a cărui utilizare necesită informație minimă ce trebuie furnizată utilizatorului (de exemplu, a reduce reglajele care trebuie făcute de utilizator).[20]

## TRIZ
TRIZ este un acronim pentru Teoria Reșenia Izobretatelnîh Zadaci -Теория решения изобретательских задач, în traducere : Teoria rezolvării problemelor inventive, o metodologie pentru generarea și rezolvarea problemelor inovative, elaborată de inginerul rus Genrich S. Altshuller și colegii săi, în 1946 și publicată pentru prima dată în 1956. Această metodologie, utilizată pentru formularea problemelor, analiza sistemelor, analiza eșecurilor și modelarea evoluției sistemelor este orientată spre inginerie și constată că :
- toate sistemele tehnice urmează legi de dezvoltare predeterminate și modelele de rezolvare se repetă în industrie și în științe;
- contradicțiile sunt cauzele majore ale problemelor, aceste contradicții fiind de trei tipuri : administrative, tehnice, fizice (sau "inerente").

Contradicția administrativă : "trebuie îmbunătățit sistemul, însă nu știu cum să fac asta". Această contradicție este cea mai slabă și poate fi înlăturată fie prin studierea unor materiale suplimentare, fie prin adoptarea/eliminarea unor decizii administrative.
Contradicția tehnică : "îmbunătățirea unui parametru al sistemului conduce la înrăutățirea altui parametru." Contradicția tehnică este chiar punerea problemei inventive.
Contradicția fizică : "pentru îmbunătățirea sistemului, o anumită parte a lui trebuie să se afle în diferite stări fizice simultan, ceea ce nu este posibil." Contradicția fizică este fundamentală, pentru că inventatorul se sprijină pe constrângeri, determinate de legile fizice ale naturii.
Structura și funcțiile TRIZ includ:
- legile de evoluție a sistemelor tehnice;

- fondul informațional TRIZ;

- analiza vepol (analiza structurală substanță-câmp) a sistemelor tehnice;

- algoritmul de rezolvare a problemelor inventive ARIZ;

- metode de dezvoltare a reprezentărilor creative.

Legile de evoluție a sistemelor tehnice au fost grupate de autorii TRIZ în trei blocuri convenționale: statica, cinematica, dinamica.
Analiza vepol (вещество + поле, în traducere :substanță + câmp) este un model de interacțiune în sistemul minimal, în care se folosește un simbolism caracteristic. Analiza vepol produce un model structural al sistemului tehnologic inițial, expune caracteristicile sale și cu ajutorul unor legi speciale, transformă modelul problemei.
Fondul informațional TRIZ constă din :
- metode de rezolvare a contradicțiilor și tabele de utilizare a lor;

- sisteme de standarde pentru rezolvarea problemelor inventive;

- efecte tehnologice (fizice, chimice, biologice, matematice ) și tabele de utilizare a lor;

- resurse ale naturii și tehnicii și metode de utilizare.

Algoritmul ARIZ de rezolvare a problemelor inventive este un program în pași de analiză succesivă pentru evidențierea și rezolvarea contradicțiilor, adică rezolvarea problemelor inventive.
Metodologia TRIZ a fost supusă unor critici diverse, între care și faptul că nu au fost găsite mecanisme riguroase de trecere de la contradicțiile formulate la rezolvarea lor practică. Întreprinderile pot organiza "învățarea" TRIZ de către personalul implicat în activități de cercetare-dezvoltare-inovare.

## Modele de capabilitate și maturitate
Modelele de capabilitate și maturitate (Capability Maturity Model - CMM) constituie o abordare interdisciplinară a ingineriei sistemelor, dezvoltată de Software Engineering Institute at Carnegie-Mellon University, pentru a descrie cadrul a 5 faze de evoluție sau niveluri de capabilitate și maturitate a proceselor dintr-o organizație. 
CMM descrie o cale de îmbunătățire, de la procese ad-hoc, imature, pînă la procese mature, disciplinate și optimizate. Acest model de capabilitate și maturitate se aplică la dezvoltarea noilor produse, inclusiv la dezvoltarea software.
Nivelurile de capabilitate și maturitate ale proceselor de dezvoltare a produselor sunt:
1. Nivelul inițial (ad-hoc, imatur). La nivelul inițial, organizația nu asigură un mediu stabil pentru dezvoltarea noilor produse: procesele de dezvoltare sunt instabile și impredictibile, deoarece ele sunt modificate în mod constant, pe măsură ce lucrările (de dezvoltare) progresează sau variază de la un proiect la altul. Procesele nu sunt documentate, tinzând să fie conduse în manieră ad-hoc, de utilizatori și evenimente.
2. Nivelul repetabil (repeatable- engl.). La nivelul repetabil, politicile pentru managementul proiectelor de dezvoltare și procedurile de implementare a acestor politici sunt stabilite. Unele procese, dezvoltate în proiecte anterioare sunt repetabile, posibil cu rezultate consistente.
3. Nivelul definit (defined -engl.). La nivelul definit, procesele standardizate pentru dezvoltarea noilor produse sunt documentate și definite, aceste procese sunt integrate într-un întreg coerent. Un proces bine-definit poate fi caracterizat ca incluzând criterii de pregătire/disponibilitate, input-uri, norme și proceduri pentru efectuarea lucrărilor procesului, mecanisme de verificare (de exemplu, echipe de analiză), output-uri și criterii de terminare a procesului de dezvoltare.
4. Nivelul manageriat (managed -engl.). La nivelul manageriat, organizația stabilește metrici pentru produse și procese și măsoară rezultatele. Proiectele realizează controlul asupra produselor și proceselor lor, prin îngustarea variației performanței acestora, pentru a se încadra în limite acceptabile. Capabilitatea proceselor este stabilită din acest nivel.
5. Nivelul optimizat (optimized -engl.). La nivelul optimizat, întreaga organizație este focalizată pe îmbunătățirea continuă a proceselor, prin schimbări/îmbunătățiri tehnologice incrementale și inovative. Organizația are mijloace pentru a identifica "punctele slabe" și a întări proactiv procesele, cu scopul de a preveni apariția defectelor. Datele asupra eficienței procesului de dezvoltare sunt folosite pentru a efectua analize cost/beneficiu ale noilor tehnologii de dezvoltare și ale modificărilor propuse în procesele de dezvoltare ale organizației.
Integrarea modelelor de capabilitate și maturitate (Capability Maturity Model Integration -CMMI) este o abordare a îmbunătățirii proceselor care ajută organizația să-și îmbunătățească procesele sale. CMMI a înlocuit (este succesorul) CMM. Carnegie Mellon Software Engineering Institute a elaborat CMMI pentru Dezvoltare, Versiunea 1.2 (CMMI for Development, Version 1.2. CMMI-DEV, V 1.2),, care este destinat să ajute organizațiile să-și îmbunătățească procesele de dezvoltare și mentenanță pentru produse și servicii.
CMMI pentru Dezvoltare (CMMI-DEV) constă din cele mai bune practici care adresează activitățile de dezvoltare și mentenanță ce acoperă ciclul de viață al produselor, de la concepție până la livrare și mentenanță. Organizațiile din numeroase industrii ca de exemplu: aerospațială, bănci, hardware de computere, software, apărare, fabrici de automobile și industria telecomunicațiilor folosesc CMMI-DEV. Modelele din CMMI-DEV conțin practici care acoperă : managementul proiectelor, managementul proceselor, ingineria sistemelor, ingineria hardware, ingineria software și alte procese de suport, utilizate în dezvoltare și mentenanță.
Nivelurile sunt utilizate în CMMI pentru a descrie o cale evolutivă, recomandată pentru o organizație care dorește să-și îmbunătățească procesele pe care le folosește pentru a realiza dezvoltarea și mentenanța produselor și serviciilor sale. CMMI acționează ca o "foaie de parcurs" (roadmap) pentru activitățile de îmbunătățire a proceselor. Nivelurile de capabilitate în CMMI sunt următoarele:
- nivel zero : incomplet (incomplete - l.engl.);

- nivel 1 : performat (performed -l.engl.);

- nivel 2 : manageriat (managed);

- nivel 3 : definit (defined);

- nivel 4 : manageriat cantitativ;

- nivel 5 : optimizat (optimizing).

Nivelurile de maturitate sunt următoarele:
- nivelul 1 : inițial;

- nivelul 2 : manageriat;

- nivelul 3 : definit;

- nivelul 4 : manageriat cantitativ;

- nivelul 5 : optimizat.

Caracteristicile nivelurilor de maturitate sunt următoarele: Arhivat în 4 aprilie 2009, la Wayback Machine.
Nivelul 1 : procese inițiale sunt procese impredictibile, slab controlate și reactive.
Nivelul 2 : procese manageriate sunt caracterizate pentru proiecte și sunt deseori reactive.
Nivelul 3 : procese definite caracterizate pentru organizație și care sunt proactive. Proiectele își adaptează procesele după standardele organizației.
Nivelul 4 : procese manageriate cantitativ sunt procese măsurate și controlate.
Nivelul 5 : procese optimizate sunt focalizate pe îmbunătățirea proceselor. 
CMMI pentru Dezvoltare (CMMI-DEV), versiunea 1.2 conține 22 domenii de procese (Process Areas -engl.) care descriu aspectele dezvoltării produselor și serviciilor, ce trebuie să fie acoperite de procesele organizației. Un domeniu al proceselor este un ansamblu de practici într-un domeniu care, atunci când sunt implementate în colectiv, satisfac un set de obiective considerate importante pentru realizarea îmbunătățirii în acel domeniu.
CMMI constituie o aplicație rațională a conceptelor de managementul proceselor și îmbunătățirea calității la dezvoltarea produselor, mentenanță și achiziție.